# トマス・ヤング

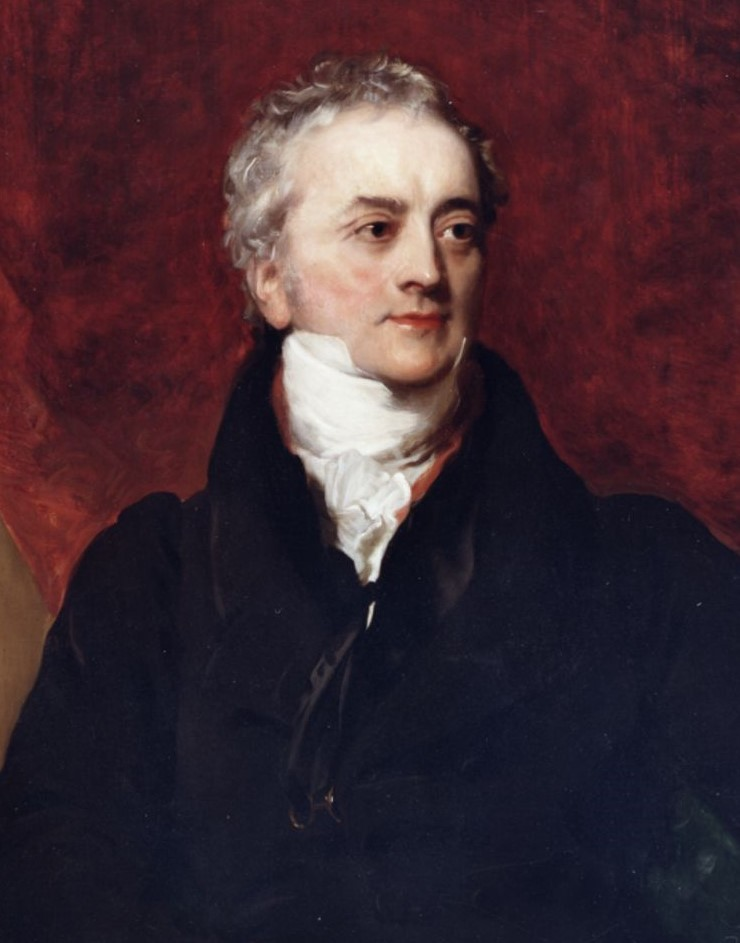
トマス・ヤング

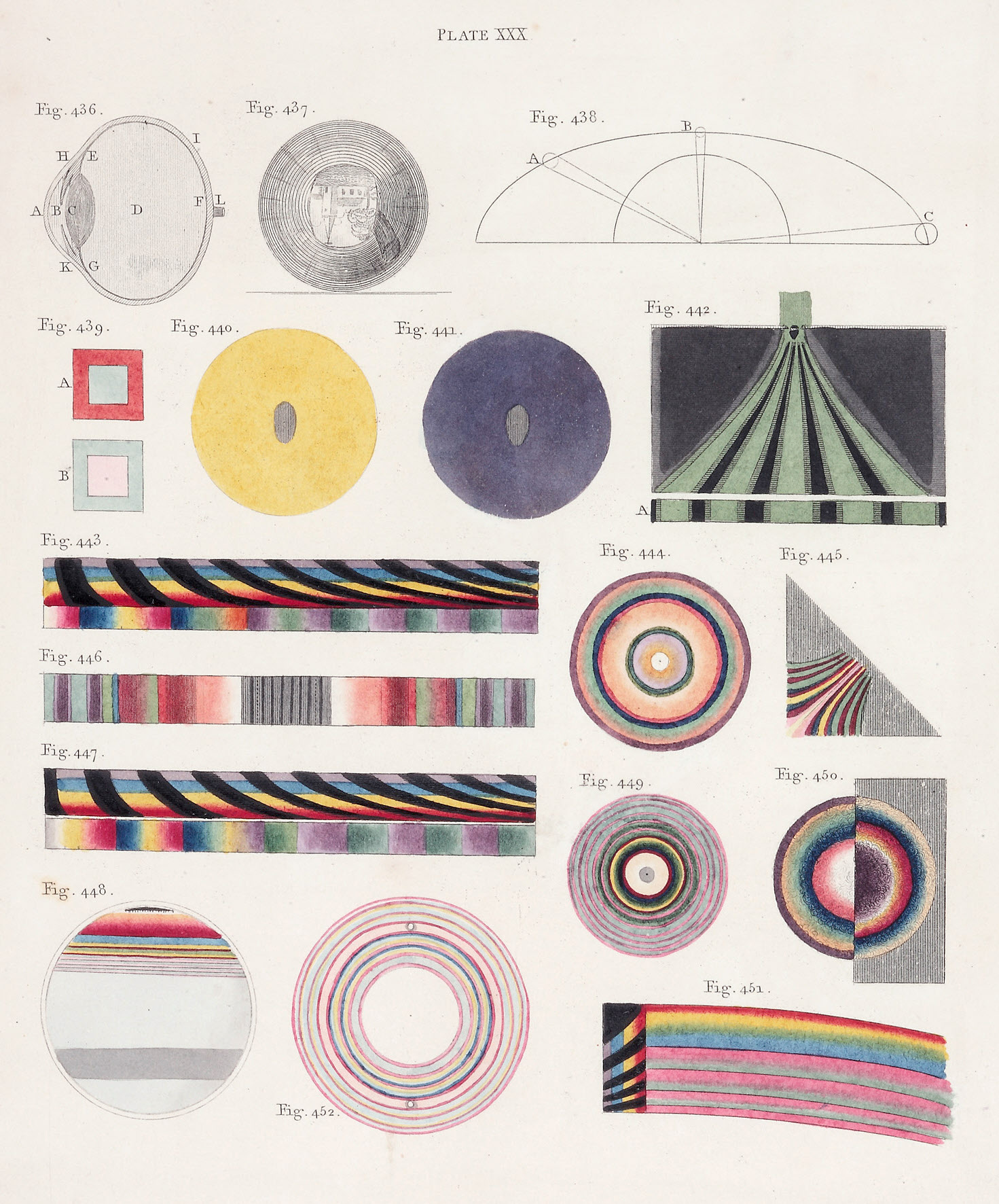
1802年の講義の図版、1807年出版

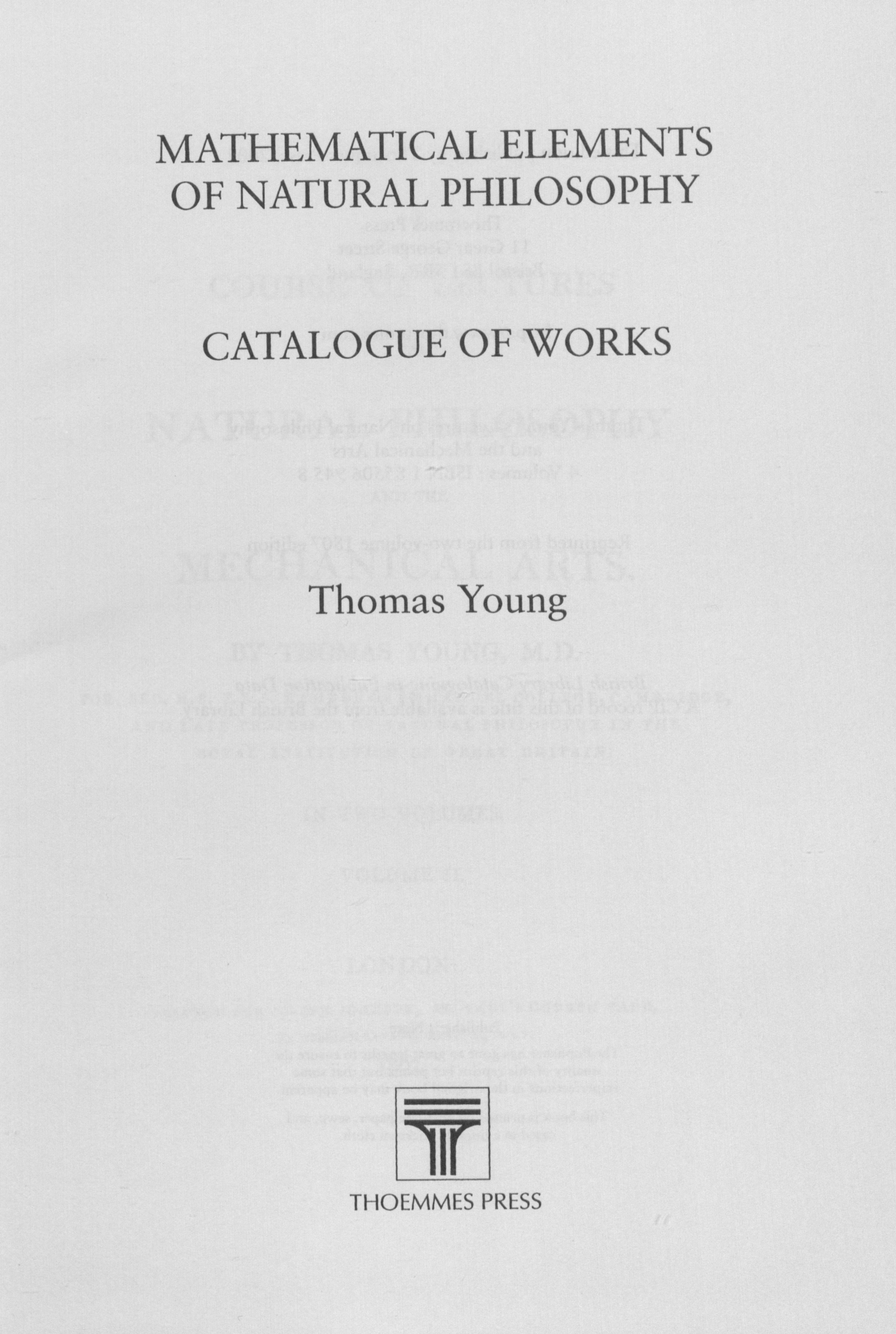
「自然哲学の数学的要素」（Mathematical elements of natural philosophy）

トマス・ヤング（Thomas Young, 1773年6月13日 - 1829年5月10日）は、イギリスの物理学者。

## 生涯
1792年にロンドンで医学の勉強をし、1794年にエディンバラからゲッティンゲンへ移って、1796年に医学の学位を得た。1800年にロンドンで医師を開業する。
1794年、王立協会フェローに選出される。1801年に王立研究所の自然学の教授になり、医学の面では乱視や色の知覚などの研究をした（ヤング＝ヘルムホルツの三色説）。また視覚の研究から光学の研究にむかい、光の干渉現象を再発見して（ヤングの実験）光の波動説を主張した。王立協会より1800年から複数回ベーカリアン・メダルを、1808年にクルーニアン・メダルを受賞し、それぞれにおいて記念講演を行った。
弾性体力学の基本定数ヤング率に名前を残している。ほかにエネルギー (energy) という用語を最初に用い、その概念を導入した。
音楽では、鍵盤楽器の調律法のひとつであるヤング音律（ヴァロッティ＝ヤング音律とも呼ばれる）を1799年に考案し、翌年発表した。これはウェル・テンペラメントの中でも調性の性格がよく表れ、かつ不協和音が最も少ない調律法であり、理想的な音律として評価する専門家もいる。現在でもヴィオラ・ダ・ガンバのフレッティングが容易なためヴァロッティ音律とならんでバロック・アンサンブルで多用されている。
またロゼッタ・ストーンなどのエジプトのヒエログリフの解読を試みたことでも知られる。

## 業績

### 光の波動説
ヤング自身の考えでは、彼の多くの業績の中で最も重要なのは、クリスティアーン・ホイヘンスが『光についての論考』（1690年）で述べた光の波動説を確立したことであった。「光は粒子である」というニュートンの光学で表現された見解を否定しなければならなかった。19世紀初頭、ヤングは光の波動説を支持するいくつかの理論的根拠を提示し、この見解を支持する2つの永続的な実証を行った。彼は、波紋水槽で、水の波のコンテキストにおける干渉の考え方を実証した。二重スリット実験の前身であるヤングの干渉実験では、彼は、干渉という光の波としての振る舞いを実証した。
ヤングは1803年11月24日、ロンドン王立協会で、この歴史的な実験について、今では古典となった説明を次のように始めた。
これから述べる実験は、太陽が照っているときはいつでも、誰もが手元に持っている他の装置を使わずに、非常に簡単に繰り返すことができる。
ヤングはその後の論文「物理光学に関する実験と計算」（1804年）で、窓の開口部から出た光線の中に約0.85ミリメートルのカードを置き、カードの影と側面の色の縞模様を観察した実験について述べている。彼は、光線がカードの端に当たらないように細い帯の前または後ろに別のカードを置くと、縞模様が消えることを観察した。これは、光が波で構成されているという主張を裏付けた。
ヤングは、近接したマイクロメートルの溝のペアからの反射、石鹸や油膜からの反射、ニュートンリングからの光の干渉など、数多くの実験を行い、分析した。また、繊維と細長い細片を使用した2つの重要な回折実験も行った。彼は、自然哲学と機械工学に関する講義 (1807年) の中で、光線の中に置かれた物体の影の縞模様を最初に観察したのはフランチェスコ・マリア・グリマルディであるとしている。また、ヤングの研究の多くはその後オーギュスタン・ジャン・フレネルによって発展された。